# Thorectes coloni
Thorectes coloni är en skalbaggsart som beskrevs av Ruiz 1998. Thorectes coloni ingår i släktet Thorectes och familjen tordyvlar. Inga underarter finns listade i Catalogue of Life.